# Петелино (Волоколамский район)
Петелино — деревня в Волоколамском районе Московской области России.
Относится к сельскому поселению Чисменское, до муниципальной реформы 2006 года относилась к Ждановскому сельскому округу. Население — 14 чел. (2010).

## Население
| 1852 | 1859 | 1926 | 2002 | 2006 | 2010 |
| ---- | ---- | ---- | ---- | ---- | ---- |
| 119  | ↗137 | ↗217 | ↘27  | →27  | ↘14  |

## Расположение
Деревня Петелино расположена примерно в 7 км к юго-востоку от центра города Волоколамска, на правом берегу безымянного правого притока реки Ламы (бассейн Иваньковского водохранилища). В деревне 5 улиц — Васильковая, Дружная, Запрудная, Ольховая и Полевая, зарегистрировано 2 садовых товарищества.
В километре к югу от деревни находится платформа Дубосеково Рижского направления Московской железной дороги, юго-западнее — мемориал героев Панфиловцев. Ближайшие населённые пункты — посёлок при станции Дубосеково, деревни Нелидово и Большое Никольское.

## Исторические сведения
На карте Московской губернии 1860 года Ф. Ф. Шуберта — Петелинки.
В «Списке населённых мест» 1862 года Пителинки — казённая деревня 2-го стана Волоколамского уезда Московской губернии по правую сторону почтового Московского тракта (из Волоколамска), в 7 верстах от уездного города, при безымянной речке, с 15 дворами, фабричным заведением и 137 жителями (70 мужчин, 67 женщин).
По данным на 1890 год входила в состав Аннинской волости Волоколамского уезда, число душ мужского пола составляло 67 человек.
В 1913 году — 27 дворов.
По материалам Всесоюзной переписи населения 1926 года — деревня Б. Никольского сельсовета Аннинской волости, проживало 217 жителей (102 мужчины, 115 женщин), насчитывалось 41 крестьянское хозяйство.
С 1929 года — населённый пункт в составе Волоколамского района Московской области.